# Municipio de General Escobedo
El municipio de General Escobedo es uno de los 51 municipios en que se divide para su régimen interior el estado mexicano de Nuevo León. Forma parte de la Zona metropolitana de Monterrey y su cabecera es Ciudad General Escobedo.

## Historia
Diego de Montemayor le concede mediante la merced a José de Treviño de fundar Lanos del Topo en 25 de abril de 1604.

## Geografía
El municipio de Escobedo se encuentra localizado en el centro del estado de Nuevo León y al norte de la zona metropolitana de Monterrey. Tiene una extensión territorial de 151.281 kilómetros cuadrados que equivalen al 0.23% del territorio del estado. Sus coordenadas geográficas extremas son 25°46′ - 25°54′ de latitud norte y 100°16′ - 100°28′ de longitud oeste y la altitud fluctúa entre un máximo de 2 100 y un mínimo de 400 metros sobre el nivel del mar.
El territorio del municipio limita al norte con el municipio de Hidalgo, el municipio de Abasolo, el municipio de El Carmen y el municipio de Salinas Victoria; al este limita con el municipio de Apodaca, al sur con el municipio de San Nicolás de los Garza y el municipio de Monterrey y finalmente al oeste con el municipio de García.

### Orografía
Las elevaciones características del territorio municipal son el Cerro del Topo Chico y la Sierra del Fraile, originadas en la edad mesozoica constituidas por calizas y lutitas; y pequeñísimas partes del territorio pertenecen a la era mesozoica, período terciario superior y se constituyen de plioceno y conglomerado.
El estado de Nuevo León pertenece a la subprovincia de la Llanura Costera del Golfo Norte, que está incluida en la región conocida como Llanura Costera o Plano Inclinado; uno de los municipios que la conforman en parte es Escobedo, constituido por una gran llanura (lomerío suave con asociaciones de lomerío, bajadas y llanuras) interrumpida por tres elevaciones clasificadas, dentro del sistema de topomorfas, como sierra baja (Cerro del Topo Chico) y valle intermontano (Sierra del Fraile).
Escobedo presenta pendientes de 40 a 70% en la Sierra del Fraile y en Cerro del Topo Chico, con una profundidad del suelo menor de 10 cm. Esto lo hace no apto para vegetación forrajera o forestal.
Las pendientes de 3 a 12% se presentan en el resto del Municipio con una profundidad de suelos que van desde los 35 a más de 90 cm un régimen de humedad en el rango de semiseco a subhúmedo, con un valor forestal bastante pobre o nulo, y en algunas zonas con salinidad desde moderada hasta intensa.
En cuanto a aptitud territorial para el desarrollo urbano, con posibilidades de urbanización con un menor costo económico y social, se considera la parte sur del Municipio, con áreas medianamente aptas para el desarrollo urbano, con pendientes de 0 a 2%, y aunando a ello la cercanía de las redes generales de infraestructura para la prestación de servicios.

### Hidrografía
El municipio de Escobedo es atravesado de poniente a oriente por el río Pesquería, mayor afluente del río San Juan, que a su vez es el segundo afluente de importancia del río Bravo. En época de intensas lluvias, que se presentan esporádicamente en la historia de esta región, puede determinarse como zona de riesgo las riberas del mismo.
El régimen hidrológico del Municipio presenta desde este punto de vista una buena expectativa, la cuenca Río Bravo-San Juan es la más importante del Estado.
Sin embargo los estudios realizados sobre la carga orgánica de las aguas del río Pesquería, determinan que existen problemas de primer orden que requieren de un control inmediato. Dentro del Municipio, el río presenta un 5.6 de demanda bioquímica de oxígeno.
La escasa disponibilidad de agua en el Área Metropolitana de Monterrey, afecta igualmente a Escobedo, cuyo territorio está clasificado, en un gran porcentaje, como sub-explotado desde el punto de vista de su potencial acuífero, esto significa que puede incrementarse la explotación de agua subterránea para cualquier uso, bajo control de la SARH.
En cuanto a permeabilidad, las rocas y suelo del Municipio, casi en su totalidad son suelos aluviales y conglomerados con presencia comprobada de agua, clasificados como material no consolidado con posibilidades altas.
El resto, que entre paréntesis es una pequeña parte, está constituido principalmente por rocas lutílicas o sea material consolidado con posibilidades de permeabilidad bajas. Una pequeña parte de la mancha urbana presenta permeabilidad media en materiales consolidados.

### Clima
El clima de Escobedo se puede situar entre los climas secos (Bso), asociado al tipo de vegetación de los matorrales espinosos y desérticos. La mayor parte del territorio está catalogado como sub-tipo seco cálido con lluvias en verano, precipitación invernal de entre 5 y 10.2%, cálido.
Condición de canícula, una pequeña temporada menos lluviosa; dentro de la estación de lluvias también presenta sequía de medio verano. El porcentaje de lluvia invernal es de entre 5 y 10.2 en general con una precipitación anual que oscila entre los 400 y 600 mm; la mayor parte del Municipio presenta una temperatura media anual que fluctúa entre los 20 °C; otra pequeña parte se sitúa entre los 18 y 20 °C en las elevaciones, y el resto, que es una mínima proporción al norte de su territorio se presenta en el rango de entre 17 °C y 18 °C.
En cuanto a humedad, es bastante baja y se deriva de los factores antes mencionados y de la influencia de vientos secos en la zona, esta sequedad es un poco suavizada por los vientos alisios que le proporcionan humedad en cierta medida. La frecuencia de heladas es de aproximadamente 10-20 días al año y el granizo es un fenómeno bastante distante de presentarse de 0 y 2 días.

### Ecosistema
La vegetación es característica del semi-desierto del Noreste de México. Existe una abundancia de plantas xerófitas y de matorral (anacahuita, huizache, cenizo, etc.). La fauna es de coyotes, víboras, gato montés , urracas y liebres.
El tipo de vegetación que domina el territorio del Municipio es el de matorral sub-montano, matorral espinoso, mezquital, pastizal inducido, pequeñas áreas de agricultura de riego y de temporal que tienden a desaparecer ante la demanda de suelo urbano.

## Demografía
De acuerdo a los resultados del Censo de Población y Vivienda realizado en 2020 por el Instituto Nacional de Estadística y Geografía, la población total del municipio de General Escobedo asciende a 481,213 personas.

### Localidades
En el municipio se encuentran un total de 21 localidades, las principales y su población en 2020 son las siguientes:
| Localidad                                     | Población |
| Total Municipio                               | 481 213   |
| Ciudad General Escobedo                       | 454 967   |
| Praderas de San Francisco                     | 17 284    |
| Palmiras                                      | 4076      |
| Monclova Primer Sector                        | 1 682     |
| Unión Agropecuarios Lázaro Cárdenas del Norte | 1 397     |
| Monclova Segundo Sector                       | 1 226     |

## Política

### Representación legislativa
Para la elección de diputados locales al Congreso de Nuevo León y de diputados federales a la g Cámara de Diputados federal, el municipio de Apodaca se encuentra integrado en los siguientes distritos electorales:
Local:
- Distrito electoral local de 17 de Nuevo León con cabecera en Ciudad General Escobedo.[4]

Federal:
- Distrito electoral federal 3 de Nuevo León con cabecera en Ciudad General Escobedo.[5]

### Presidentes municipales
Luciano Estrada
1938 - 1940
Margarito Villarreal
1940 - 1942 
Jesús Elizondo Saldaña
1942 - 1944 
Bonifacio Villarreal
1945 
José Ayala Villarreal
1945 - 1948 
Marcelo Villarreal
1948 - 1951
onardo Ramírez V.
1951 - 1954 
Francisco Flores G.
1954 - 1957
Julián Domínguez Valdés
1957 - 1960 
Jesús Ayala López
1960 - 1963 
Leopoldo Cárdenas L.
1963 - 1966 
Leonardo Villarreal L.
1966 - 1969 
Héctor J. Ayala Villarreal
1969 - 1971 
José Morales Cárdenas
1971 - 1973 
Dr. Francisco Ramírez Suárez
1973 - 1974 
Sergio Elizondo Chapa
1974 - 1976 
Alfonso Ayala Villareal
1976 - 1979 
Eulalio Villarreal
1979 - 1982 
Donato Chávez
1982 - 1985 
Leonel Chávez Rangel
1985 - 1988
Eulalio Villarreal
1988 - 1991 
Abel Guerra Garza
1991 - 1994 
Jesús Martínez Martínez
1994 - 1997 
Abel Guerra Garza
1997 - 2000 
Leonel Chávez Rangel
2000 - 2003
Fernando Rafael Margáin Santos
2003 - 2006 
Margarita Martínez López
2006 - 2009
Clara Luz Flores Carrales
2009 - 2012
César Gerardo Cavazos Caballero
2012 - 2015
Clara Luz Flores Carrales
2015 - 2018
Clara Luz Flores Carrales
2018 - 2020
José Antonio Quiroga Chapa 
2020 - 2021
Andrés Concepción Mijes Llovera
2021 - 2024